# Rancho Mirage
Rancho Mirage é uma cidade localizada no estado americano da Califórnia, no condado de Riverside. Foi incorporada em 3 de agosto de 1973.

## Geografia
De acordo com o United States Census Bureau, a cidade tem uma área de 64,3 km², onde 63,3 km² estão cobertos por terra e 1 km² por água.

### Localidades na vizinhança
O diagrama seguinte representa as localidades num raio de 16 km ao redor de Rancho Mirage.

## Demografia
Segundo o censo nacional de 2010, a sua população é de 17 218 habitantes e sua densidade populacional é de 271,90 hab/km². Possui 14 243 residências, que resulta em uma densidade de 224,92 residências/km².